# Harlingervaart (Leeuwarden)
De Harlingervaart is een kanaal in de stad Leeuwarden in de Nederlandse provincie Friesland. 
De Harlingervaart loopt van de Westerstadsgracht in westelijke richting met aan de zuidzijde de Snekertrekweg en aan de noordzijde de Harlingertrekweg. Het kanaal met een lengte van twee kilometer is onderdeel van de oude Harlingertrekvaart. Aan de westzijde sluit het kanaal in noordwestelijke richting aan op het Bisschopsrak. In zuidwestelijke richting is het Verbindingskanaal de verbinding tussen de Harlingervaart en het Van Harinxmakanaal.
Er liggen drie bruggen over de Harlingervaart: de Verlaatsbrug, de Hermesbrug en de Slauerhoffbrug. Tot 2008 lag er ook de spoorbrug van de voormalige Spoorlijn Leeuwarden - Anjum (Dokkumer Lokaaltje) over de Harlingervaart.

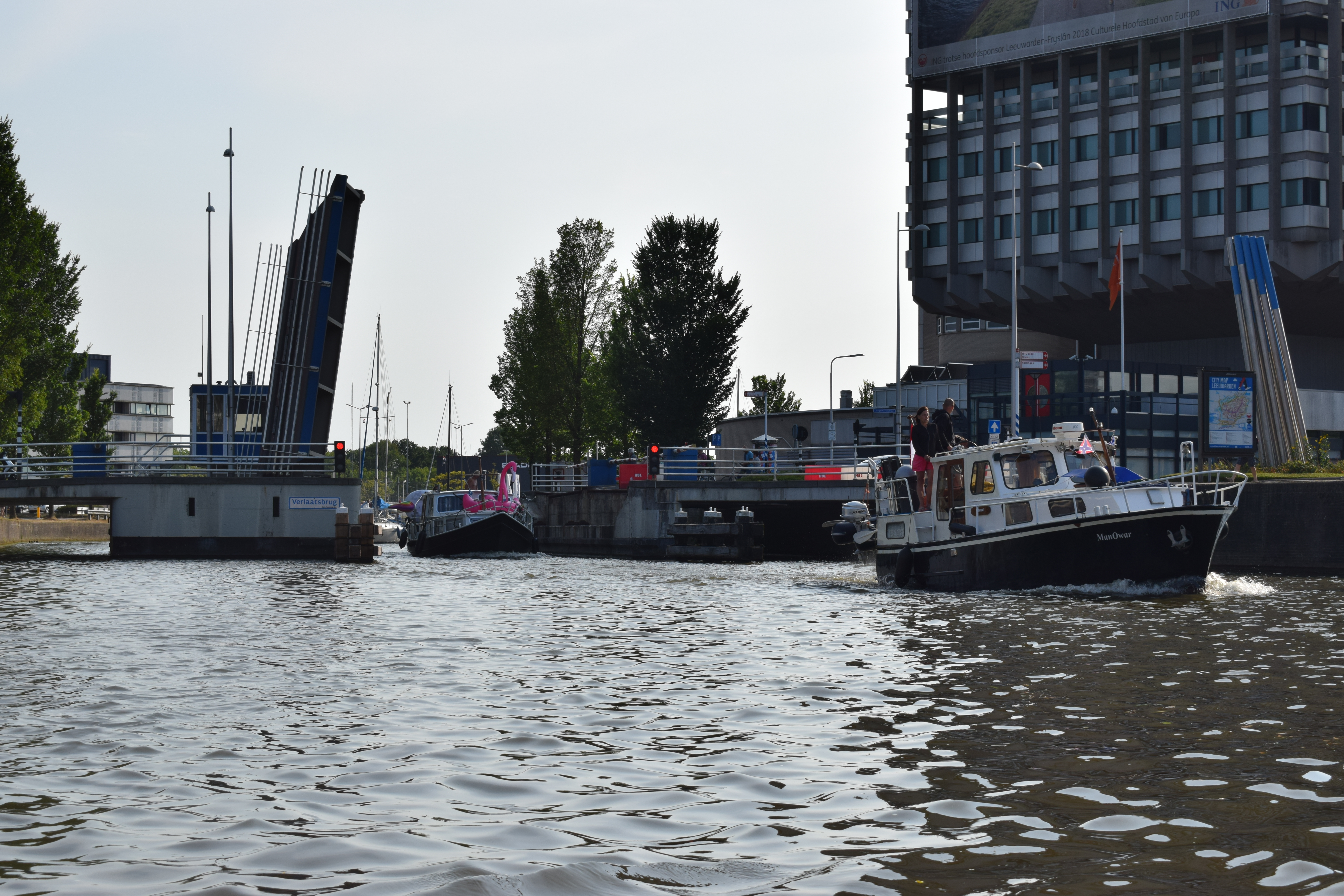
Verlaatsbrug
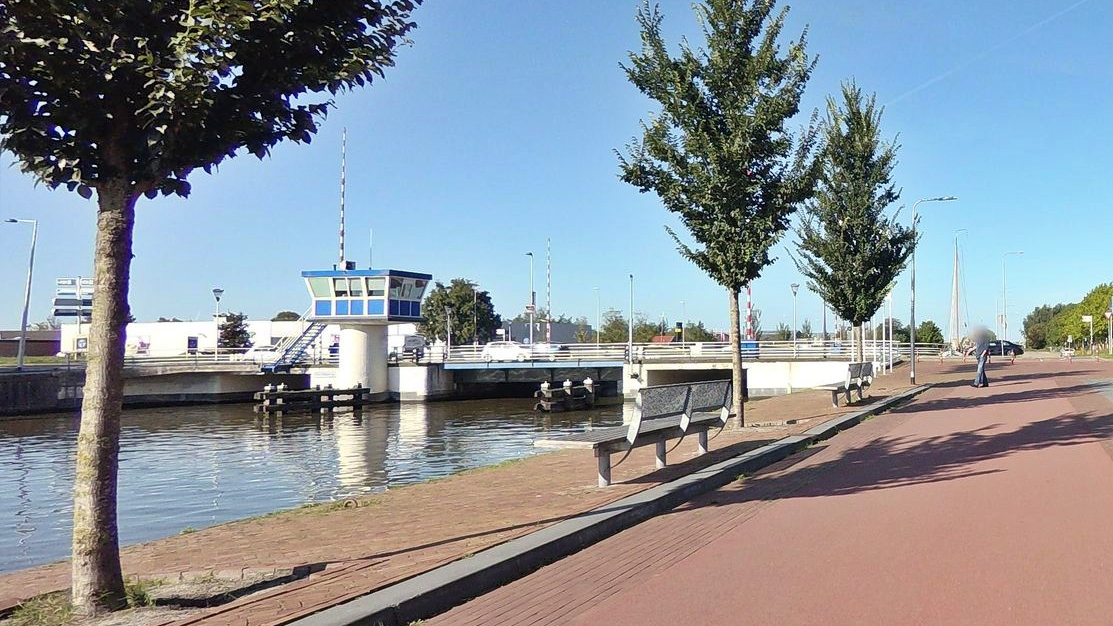
Hermesbrug
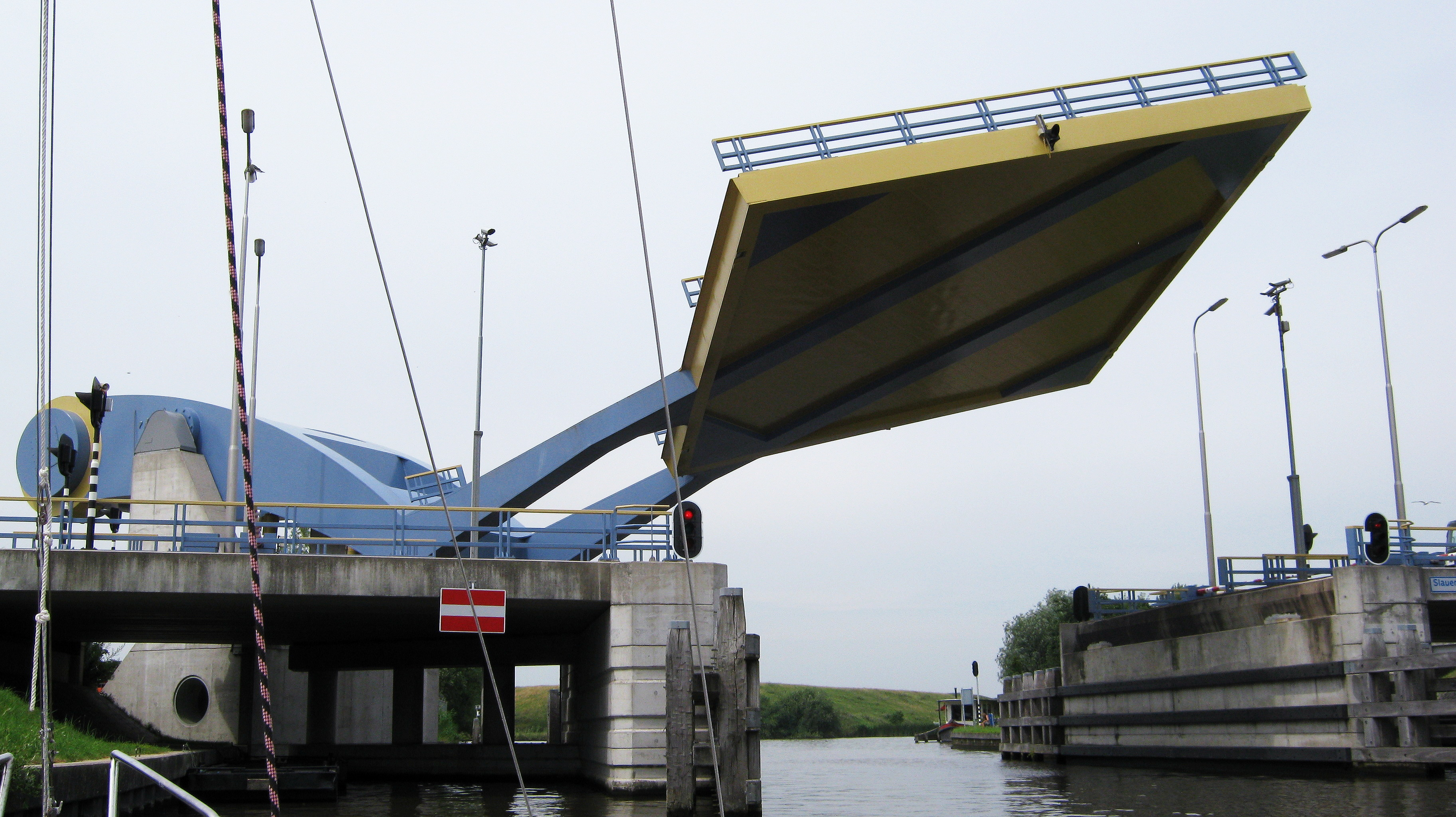
Slauerhoffbrug
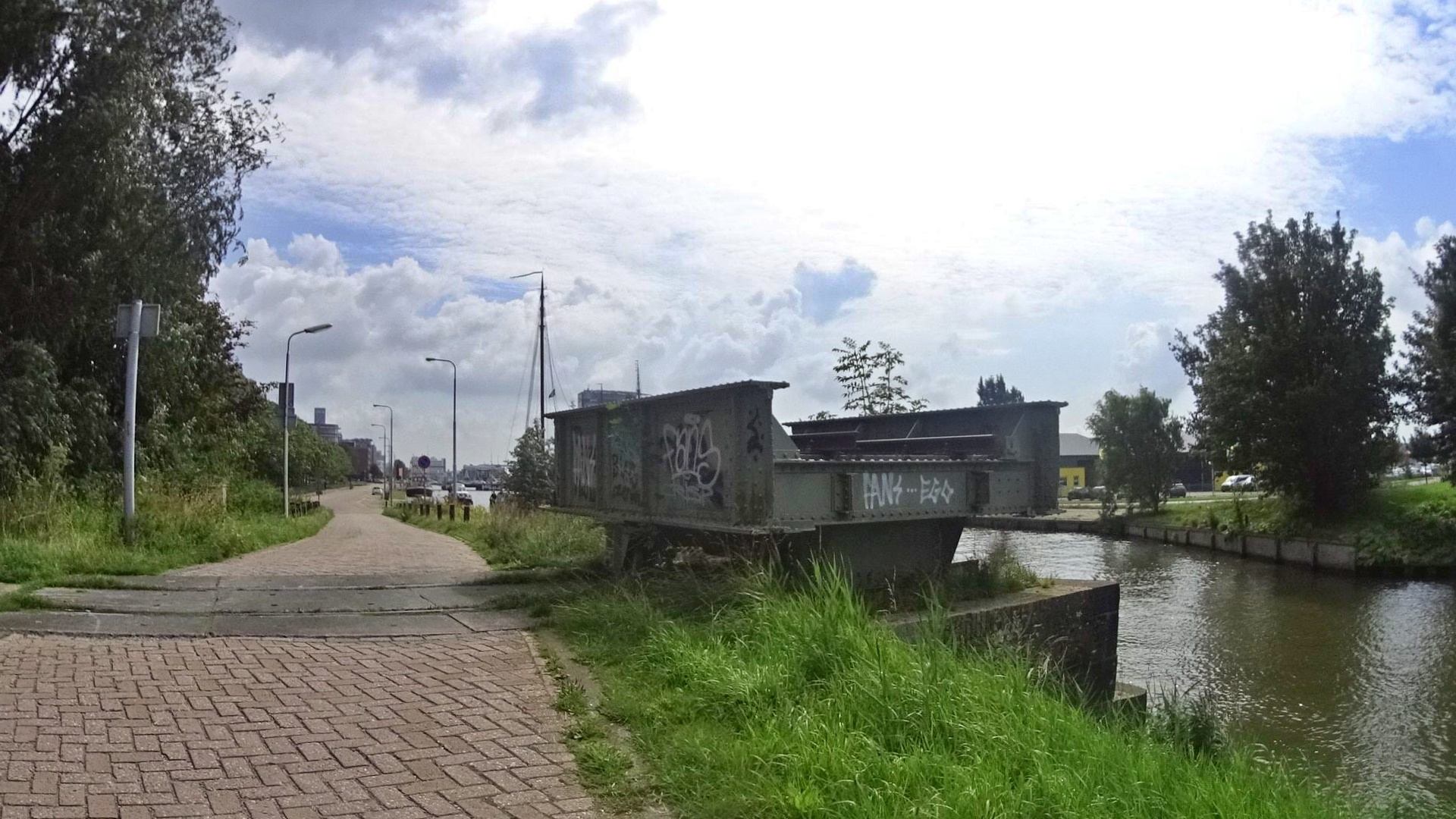
Restant spoorbrug voordat het werd weggehaald (2019)